# 순흥 박씨
순흥 박씨(順興朴氏)는 경상북도 영주시 순흥면을 본관으로 하는 한국의 성씨이다.

## 참고 자료
- “순흥박씨(順興朴氏)”. 뿌리를 찾아서.[깨진 링크(과거 내용 찾기)]